# Caffrogobius dubius
Caffrogobius dubius är en fiskart som först beskrevs av Smith, 1959.  Caffrogobius dubius ingår i släktet Caffrogobius och familjen smörbultsfiskar. Inga underarter finns listade.